# D'ni

Número 5 en lengua D'ni.

Los D'ni (pronunciado Di-Ni o duh-Ni) son una raza ficticia que aparece en la serie de juegos de Myst (Myst, su versión moderna Real Myst, Riven, Myst III: Exile, Myst IV: Revelation y Myst V: End of Ages), en las tres novelas de Myst (El Libro de Atrus, El Libro de Ti'ana y El Libro de D'ni) y en Uru: Ages Beyond Myst y sus 2 expansiones: Uru: To D'ni, Uru: The path of The Shell. Todos los anteriores juegos fueron creados por Cyan Worlds Inc, con la excepción de MystIII, creado por Presto Studios y Myst IV creado por Ubisoft, en los estudios de Montreal. D'ni es una marca registrada de Cyan Worlds.
Los D'ni se originaron en un mundo llamado Garternay, en donde eran conocidos como los Ronay. Su cultura desarrolló su propio lenguaje y su propio sistema numérico, y tenían el conocimiento de cómo acceder ("establecer nexo") a mundos alternativos (Eras) a través de libros especiales; llamaban a este conocimiento el "Arte de la Escritura".

## El éxodo
Hace más de diez milenios, los Ronay descubrieron que Garternay se volvería inhabitable. Escribieron varias Eras para escapar de la destrucción.
Uno de esos refugiados fue el gran escritor Ronay Ri'neref. Él y sus seguidores creían que los Ronay se habían vuelto orgullosos en su dominio del Arte. Pensaban que los Ronay debían procurar la humildad y moderación en su nueva Era. Muchos Ronay no estuvieron de acuerdo y establecieron nexo con la Era Paraíso de Terahnee. Ri'Neref y sus seguidores, a pesar de todo, siguieron firmes en sus principios y huyeron a una Era escrita por Ri'Neref. El la nombró "D'ni" (que significaba "Nuevo Comienzo" en la lengua Ronay). 
Este lugar era perfecto para Ri'Neref y sus seguidores, quienes comenzaron a establecerse y hacer de la caverna su hogar.
Una población creciente hizo que los D'ni se aprendieran a adaptar rápidamente. Su preocupación más inmediata fue su limitada reserva de oxígeno, así que buscaron fuentes de poder para operar unos gigantescos ventiladores que hicieran circular el aire de la caverna. Más adelante desarrollaron una avanzada tecnología de minería, excavando nuevos espacios para su numerosa población y refinando la roca excavada para producir materiales y objetos utilizables.
A medida que la civilización crecía, la caverna de D'ni se organizó en dos secciones principales: Ae'gura (La Isla) y la Ciudad Real. Ae'gura es la isla más grande en el lago de la caverna. Es el centro de D'ni, tanto en el sentido literal (ya que la base para el sistema cilíndrico de coordenadas de D'ni, el Gran Cero, fue establecido allí), como en un sentido figurativo (como es el primer lugar donde se establecieron los colonizadores, muchos centros de comercio, religión y gobierno están localizados allí). Se destaca por el más famoso y grandioso monumento de D'ni, el gigantesco Arco de Kerath. Los arqueólogos humanos mal interpretaron originalmente los hallazgos y creyeron que Ae'gura fue la principal área residencial de D'ni, llamándola "La Ciudad". Sin embargo, más adelante descubrieron que la mayoría de los pobladores vivía en otra área, la cual es llamada ahora "La Ciudad Real". La Ciudad Real está localizada en una falda inclinada en uno de los lados de la caverna, formando un perímetro en uno de los lados del lago, allí es donde se localizaban los barrios de D'ni. Estos barrios eran pequeños distritos residenciales, cada uno con casas, salones de estudio, auditorios, centros de entretenimiento y estaciones de tránsito públicas.

## La Caída
Alrededor de 1740, D'ni fue asediado con una gran catástrofe que lo llevó a su caída. Una mujer, Anna, bajó hasta la ciudad desde la superficie y se casó con un D'ni, Aitrus. Veovis, un señor conservador, se puso muy furioso acerca de esto, y otro señor, A'Gaeris (también conocido como El Filósofo), destruyó la ciudad de D'ni y gran parte de su vida con una enorme nube de veneno. (Myst: El Libro de Ti'ana; Myst: El Libro de D'ni). Otra vez los D'ni tuvieron que escapar a otras Eras, dejando su gran ciudad subterrania en ruinas; sin embargo, Anna y su hijo de 8 años, Gehn, se escaparon hacia la Grieta, la cual está cerca del volcán que está encima la caverna D'ni.
Gehn creció, y más tarde su mujer, Keta, murió con el nacimiento de su hijo, Atrus. Desgraciado e incapaz de superar su pérdida, Gehn corrió hasta las cuevas D'ni, dejando a su hijo al cuidado de Anna. Unos 14 años más tarde, Gehn volvió y se llevó a Atrus de las manos de Anna, para enseñarle como escribir Eras. Eventualmente, Gehn encerró a Atrus en el sótano de K'veer (el último lugar que visitas en el juego de Myst). Atrus encontró el libro de Riven, fue hacia allí, se encontró con Katran (también conocida como Catherine), y se casó con ella. Atrus descubrió que Katran y Anna escribieron conjuntamente la Era de Myst, y que la nueva pareja fue allí para atrapar a Gehn en Riven abriendo una Fisura estelar (Myst: El Libro de Atrus). Atrus perdió el libro de Myst en la fisura, y el libro vino hacia la Tierra, donde tú, el Extraño/jugador, lo encuentras y lo usas para ir a la isla de Myst, donde encuentras la biblioteca de Atrus.
Desde este momento, el jugador comenzará a formar parte de la historia de los personajes principales de la saga de juegos Myst (Atrus, su esposa Catherine y sus tres hijos: Sirrus, Achenar y Yeesha) y a sus enemigos (su abuelo Gehn y Saavedro) con quienes tendrán conflictos relacionados con la destrucción de la biblioteca de Atrus en Myst, y la civilización D'ni, por la que Atrus tendrá la responsabilidad de asegurar su supervivencia.
En la biblioteca te encuentras con los libros rojo y azul, los cuales son libros nexo hacia las Eras Prisión de Spire ('Chapitel') y Haven ('Fondeadero'), en donde se encuentran prisioneros los dos hijos de Atrus: Sirrus y Achenar. Como petición de los hermanos, recoges páginas rojas y azules, y a medida que procedes, los hermanos te cuentan el motivo de su encarcelamiento, cada uno de ellos alega su inocencia, pues ambos se culpan mutuamente de quemar los libros de la biblioteca de su padre en Myst. Después de recoger las cinco páginas, ellos te dicen el patrón para desbloquear un escondite secreto destras de la chimenea de la biblioteca. Sirrus te pide que le traigas la página roja, pero no la azul; Achenar te dice lo contrario. Sin embargo, ambos te advierten que no toques el libro verde. Si abres el libro verde, ves a Atrus en el sótano de K'veer, y si le llevas la página blanca para el libro de Myst, el volverá a la isla y quema los libros rojo y azul, encarcelando a sus hijos para siempre (Myst). 
Entonces él te ordenará ir a la era de Riven para salvar a su esposa Katran de las manos de Gehn, quien se ha vuelto demente, y está intentando convertir Riven en otra civilización D'ni a costa de la decadencia y el colapso inminente de esta era. Una vez que salves a Katran y captures a Gehn, entonces volverás a casa por medio de la Fisura estelar (Riven).
Mientras vuelves a la Tierra, Atrus y Katran abandonan Myst y construyen una nueva Era, Tomahna, en el desierto cerca de la grieta. Reúnen a todos los supervivientes de D'ni que pueden encontrar, y los llevan a una nueva era creada por Atrus llamada Releeshahn. Cuando vuelves a Tomahna, eres testigo de como alguien, Saavedro, roba el libro de Releeshan de Atrus para vengarse de sus hijos por destruir su mundo (Narayan), y se lo lleva consigo mismo a su nuevo refugio, J'nanin. Salvas Releeshan, ayudas a Saavedro a volver a la parte principal de Narayan y vuelves a Tomahna (Exile).
Años más tarde, Sirrus y Achenar de alguna manera escapan de sus mundos prisión y secuestran a su hermana de 10 años, Yeesha (hija de Atrus). El jugador la salva de ser fatalmente poseída por Sirrus, cuyo objetivo es apoderarse del cuerpo de su indefensa hermana para engañar a su padre Atrus con el propósito de enseñarle el Arte de la Escritura de libros (Revelation).

## Redescubrimiento actual y esfuerzos de restauración
D'ni, El Arte, y las eras de D'ni fueron redescubiertas por un humano, John "Fightin' Branch" Loftin, en 1987.
El descubrimiento de Loftin empezó con un lugar en Nuevo México conocido ahora como La Grieta. La Grieta es una gran fisura en el lado de un volcán inactivo. Tal y como está descrito (y visto en Uru: Ages Beyond Myst), la Grieta tiene habitaciones excabadas en cada lado de las paredes de la grieta, con bastantes puentes colgantes extendidos por el agujero. La caldera del volcán por sí misma guarda la entrada a una larga serie de túneles, que finalmente llevan hasta la caverna de D'ni. Los diarios de Catherine, uno de nuestros primeros descubrimientos más importantes, nos explican que La Grieta es de hecho la casa natal de Atrus. (véase. Myst: El Libro de Atrus).
Elías Zandi, un amigo de Loftin, fundó la fundación de la restauración de D'ni, con la esperanza de restaurar la caverna de D'ni. Cuando él murió en 1996, él le dejó a su hijo Jeff el terreno donde La Grieta se encuentra situada. La tarea de la restauración de D'ni fue otorgada al Dr. Richard Watson, quién fundó el Concilio de Restauración de D'ni (DRC).
El DRC continuó el esfuerzo de la restauración de forma rápida y constante, y abrió la caverna en noviembre de 2003.
Sin embargo, el DRC comenzó a perder fondos muy rápidamente, y en febrero de 2004, 3 meses después de abrir la caverna al público, el esfuerzo de la restauración fue cancelado de forma indefinida.
Mientras los juegos y novelas de Myst son nuestras principales fuentes de conocimiento de los D'ni, algunos eventos y principios no son mostrados como "realmente" fueron. Por ejemplo, hemos aprendido desde Cyan (y también desde Myst IV) que los libros Prisión en Myst y Riven son realmente Libros Nexo normal y corrientes hacia Eras completas.
Los Libros Prisión fueron un elemento de licencia artística, introducida para simplificar el juego.
En la saga D'ni, los juegos (excepto Uru) y novelas realmente existen como historias ficticias. En Uru, puedes llevar camisetas de Myst y Riven. Uru, por sí mismo, se desarrolla en el día de hoy; como tal, este no es histórico, y por lo tanto sus eventos son parte de la saga D'ni.

## Cultura D'ni
La cultura D'ni fue basada en un cierto número de Cofradías, los que eran responsables de casi todos los aspectos de la sociedad. Las 18 Cofradías principales, a conocer, que había en la época de la caída de los D'ni eran las cofradías de Analistas, Archivadores, Hacedores de libros, Cartógrafos, Proveedores de comida, Químicos, Ingenieros, Sanadores, Hacedores de tinta, Legisladores, Lingüistas, Mantenedores